# فیل کوتوله

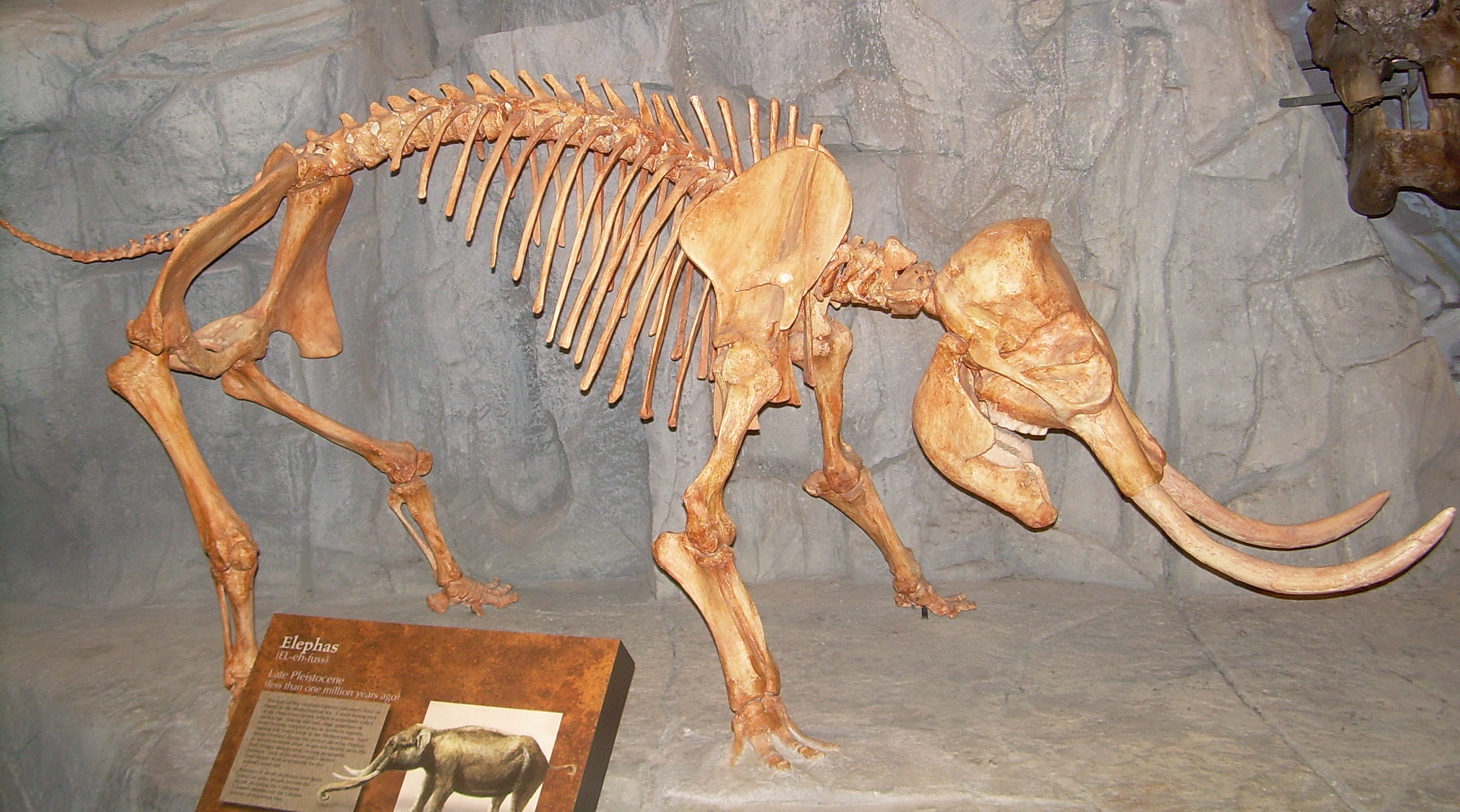
اسکلت Elephas falconeri

فیل‌های کوتوله اعضایی پیشاتاریخی از راسته فیل‌سانان هستند که در طی روند گونه‌زایی ناهم‌بوم در جزیره‌ها، دارای جثه بدنی بسیار کوچکتر از نیاکان نزدیک خود شدند. با داشتن جثه‌ای نزدیک به ۱٫۵ تا ۲٫۳ متر، این فیل‌ها نمونه‌هایی از پدیده کوچک شدن جثه در جانداران جزیره‌نشین در دوره پلیستوسن هستند؛ پدیده‌ای که در آن به دلیل کمبود منابع طبیعی در جزایر و تمایل بیشتر به بلوغ و زادولد زودهنگام، مهره‌داران خشکی‌زی بزرگ به تدریج دارای جثه‌های کوچک‌تر می‌شوند. بعضی جمعیت‌های امروزین فیل‌های آسیایی نیز دچار کوچک‌شدن جثه‌ای شده‌اند.
سنگوارههای فیل‌های کوتوله تاکنون در جزایر مدیترانه‌ای قبرس، مالت (در قار دالام)، کرت (در خانیا)، سیسیل، ساردنی، سیکلدیز، و دودکانس یافت شده‌اند. دیگر جزایری که در آن‌ها پوشیده‌دندان کوتوله یافت شده است عبارتند از سولاوسی، فلورس، تیمور، دیگر جزایر کوچکتر سوندای کوچک و جاوه مرکزی، همگی در اندونزی. فیل‌های کوتوله تنها گونه‌های برآمده از ماموتها بودند که در جزایر دریای مدیترانه یافت می‌شدند.